# Francisco López Real
Francisco López Real (Riotinto, Huelva, 27 de abril de 1913 - Madrid, 7 de mayo de 2004) fue un político socialista español, dirigente del Partido Socialista Obrero Español (PSOE).

## Biografía
Militante del PSOE desde 1930. De profesión ingeniero de minas, fue secretario de Internacional de las Juventudes Socialistas en 1935 y dirigente de la Unión Federal de Estudiantes Hispanos, durante la Segunda República. Tras estallar la guerra civil fue designado secretario general de la Federación Socialista de Badajoz (1937).
Durante la clandestinidad impuesta por la dictadura franquista a la izquierda y al movimiento obrero, desempeñó las funciones de secretario regional de Andalucía del PSOE, la UGT y las Juventudes Socialistas (1946). En 1947 pasó al exilio en Bruselas, no regresando a España hasta la Transición. Tras la recuperación de la democracia fue elegido diputado por Sevilla en las elecciones de 1986 y 1989, y senador en los comicios de 1993.
Fue miembro de la Comisión Ejecutiva Federal del PSOE durante los periodos 1972-1974 y 1979-1984. Asimismo fue responsable de la organización del Congreso de Suresnes en 1974.